# إيرني زيغلر
إيرني زيغلر (بالإنجليزية: Ernie Zeigler)‏ هو مدرب كرة سلة أمريكي، ولد في 31 يناير 1966 في ديترويت في الولايات المتحدة.

## روابط خارجية
- إيرني زيغلر على موقع كلية كرة السلة في سبورتس رفرنس.كوم (الإنجليزية)
- إيرني زيغلر على موقع كلية كرة السلة في سبورتس رفرنس.كوم (الإنجليزية)